# Stazione di Villetta Malagnino
Stazione di Villetta Malagnino vasútállomás Olaszországban, Lombardia régióban, Malagnino településen.

## Vasútvonalak
Az állomást az alábbi vasútvonalak érintik:
- Pavia–Mantua-vasútvonal

## Kapcsolódó állomások
A vasútállomáshoz az alábbi állomások vannak a legközelebb:
- Stazione di Gazzo-Pieve San Giacomo
- Stazione di Cremona